# Xenu
Segons la doctrina de la Cienciologia, Xenu (també Xemu) era el dictador de la "Confederació Galàctica, " que fa 75 milions d'anys va portar milers de milions de persones a la Terra en naus espacials semblants a avions DC-8. Seguidament, els va desembarcar al voltant de volcans i els va aniquilar amb bombes d'hidrogen. Les seves ànimes es van ajuntar en grups i es van pegar als cossos dels vius, i encara continuen creant caos i estralls.
Els cienciòlegs el coneixen com "L'Incident II", i les memòries traumàtiques s'associen a aquests com la "Paret de Foc" o "La implantació de R6". La història de Xenu és una petita part de la gran gamma de creences de la Cienciologia sobre civilitzacions extraterrestres i les seves intervencions en esdeveniments terrenals, en conjunt descrits com una obra de ciència-ficció sobre els viatges en l'espai per L. Ron Hubbard, escriptor de ciència-ficció i fundador de la Cienciologia.
Hubbard va revelar detalladament aquesta història als integrants del nivell "OT III" el 1967. En la història de Xenu es va donar la introducció de l'ús del volcà com un símbol comú de la Cienciologia i Dianètica, que persisteix fins als nostres dies.
Les crítiques a la Cienciologia sovint utilitzen la història de Xenu en contra seva. La Cienciologia ha tractat infructuosament de mantenir la història de Xenu confidencial. Els crítics demanden que la revelació de la història és d'interès públic, considerant l'alt preu exigit per assolir el nivell "OT III". La Cienciologia només ensenya aquesta doctrina als membres que han contribuït amb grans quantitats de diners a l'organització.
La Cienciologia evita fer menció de Xenu en declaracions públiques i ha fet un esforç considerable a mantenir la confidencialitat, incloent accions legals basades en els drets de propietat intel·lectual i en el secret comercial. Malgrat això, molt material sobre Xenu s'ha filtrat al públic.

## South Park
Aquest personatge va aparèixer en l'episodi Trapped in the Closet (Atrapat a l'armari) de la sèrie animada South Park, on es relaten les creences de la Cienciologia com la història de Xenu, a tota hora l'episodi va mostrar la història posant un títol "Això és el que els cienciòlegs creuen en realitat", es pot veure quan els alienígenes són tirats als volcans pels DC-8. Aquest episodi va ser passat per televisió als Estats Units el 15 de març de 2006 pel canal Comedy Central. Quan anava a ser retransmès es va posar un altre episodi, davant del qual els creadors de South Park van afirmar que aquesta acció va ser el resultat d'un boicot que Tom Cruise li va fer a Viacom, amenaçant amb no promocionar el seu film Missió Impossible 3.
Més tard, els creadors de la sèrie van donar un comunicat dient que els cienciòlegs havien guanyat aquesta batalla però que la guerra de milions d'anys per la Terra amb prou feines acabava de començar, i van acabar dient "Visca Xenu". Al final, l'episodi va ser retransmès de nou el 19 de juliol de 2006.